# Pristimantis astralos
Pristimantis astralos — вид жаб родини Craugastoridae. Описаний у 2021 році.

## Назва
Видова назва astralos перекладається з грецької як «зірчастий». Назва відноситься до спинних білих плям на чорному тлі, що нагадує зорі на нічному небі.

## Поширення
Ендемік Перу. Населяє альпійські луки Анд в регіоні Кахамарка на півночі країни на висоті 3600 м над рівнем моря.

## Опис
Самці завдовжки 23,6–27,2 мм, самиці 25,6–32,8 мм. Відрізняється від споріднених видів тим, що має чорну спинку з білими цятками та темно-коричневий пах з білими плямами.